# Frayssinhes
Frayssinhes é uma comuna francesa na região administrativa de Occitânia, no departamento de Lot. Estende-se por uma área de 12,15 km². Em 2010 a comuna tinha 172 habitantes (densidade: 14,2 hab./km²).